# Gator Bowl
Le Gator Bowl est un match annuel de football américain universitaire d'après saison régulière se tenant depuis 1946 à Jacksonville (Floride).
Le nom actuel du bowl est TaxSlayer Gator Bowl depuis 2018 à la suite du sponsoring de la société TaxSlayer.com. Ce sponsring est renouvelé pour une période de 6 ans en 2014. Ceci a comme effet d'augmenter le payout des équipes participantes et de déplacer le match au 2 janvier pour les années 2015 et 2016. Un nouveau logo est réalisé le 3 avril 2014.
L’événement fait partie des six plus anciens bowl et fut le premier à être télévisé au niveau national.
Depuis 1996, il a lieu le 1er janvier (New Year's Day). Si ce jour tombe un dimanche, il est déplacé au lundi suivant afin de ne pas concurrencer les matchs de play-off de la NFL (football américain professionnel).
Pour le match du 31 décembre 2018, le pay-out est de 3 168 000 US$ par équipe.

## Histoire
Selon l'écrivain Anthony C. Dimarco, la conception de l’événement fut l'œuvre de Charles Hilty Senior. Avec l'appui financier de Ray McCarthy, de Maurice Cherry et de W. C. Ivey, il réunit les 10 000 $ permettant l'organisation du 1er "Gator Bowl". Le match aura lieu le 1er janvier 1946 dans le stade de football américain de Jacksonville dénommé le Fairfield Stadium. Les deux premières années ne drainèrent pas beaucoup de monde vers le stade en partie à cause de sa faible capacité de l'époque. Il ne réunit que 7 362 spectateurs en 1946 lorsque les Demon Deacons de Wake Forest battirent les Gamecocks de South Carolina (26-14). Le stade fut élargi en 1948 et renommé "Gator Bowl Stadium" à cette occasion. Cependant, ce ne fut pas avant le match de 1949 (entre les Tigers de Clemson et les Tigers de Missouri) que le futur du bowl fut assuré financièrement. L'assistance en 1948 était de 16 666 spectateurs lors du partage entre Maryland et Georgia. Elle fut de 32 939 spectateurs lors du match épique qui ne vit la victoire de Clemson sur Missouri que grâce à un fieldgoal réussi de Jack Miller dans les derniers moments du match. Dans les années 1970, l'assistance atteindra les 60 000-70 000 spectateurs.

### Incendie de l'Hôtel Roosevelt
Le Gator Bowl est l'un des événements sportifs les plus importants pour la ville de Jacksonville. Il fut cependant associé à une tragédie en 1963 lorsque l'Hôtel Roosevelt situé dans la ville basse de Jacksonville pris feu faisant 22 victimes. Le feu pris son origine dans la salle de bal où se tenait une festivité d'après match y était organisée. Il fut cependant déterminé par la suite que cette festivité n'était pas à l'origine de l'incendie.

### Incident Woody Hayes en 1978
Lors du match de 1978 opposant Ohio State à Clemson, le coach d'Ohio State, Woody Hayes, perdit son sang-froid après que le Nose Guard Charlie Bauman de Clemson n'intercepte une passe du Quaterback Art Schlichter adressée à un receveur. Bauman sortit du terrain avec la balle justement du côté où se trouvaient le staff et le banc de l'équipe d'Ohio State. Hayes frappa volontairement Bauman de son bras droit. L'action mit fin au match qui vit la victoire des Tigers sur les Buckeyes. Le lendemain Hayes était "viré" par son équipe.

### Dernier match de coach Bowden en 2010
Lors du bowl de la saison 2010 entre Florida State et West Virginia, le coach de Florida State Bobby Bowden (qui avait été précédemment aussi le coach de West Virginia) avait annoncé qu'il s'agirait de son dernier match, clôturant ainsi une carrière légendaire. Bowden avait en effet été le "head coach" de Florida State depuis 1976. Il y avait remporté 2 finales de championnat national (BCS) ainsi que 13 titres de champion de l'ACC conférence. Il avait de plus maintenu son équipe 14 années consécutives dans le top 5 des équipes de la NCAA. Une foule record estimée à 84 000 personnes, la majorité aux couleurs de Florida State (Grenat et Or), assista à une nouvelle victoire de Florida State par 33-21. Bowden fut porté en triomphe après le match.

## Le stade
Les matchs de 1946 et 1947 furent joués dans le Fairfield Stadium n'ayant à l'époque qu'une capacité de 7 600 sièges.
En 1948, le stade fut renommé le Gator Bowl Stadium et aménagé pour pouvoir accueillir jusqu'à 18 000 spectateurs. La capacité du stade fut encore augmentée avant le match de 1949 pour atteindre les 36 058 places. Cette configuration perdurera jusqu'en 1957. Ce même stade continuera à accueillir le bowl jusqu'en 1993.
Il fut ensuite presque complètement démoli et le Jacksonvile Municipal Stadium fut érigé sur le même site (actuellement dénommé TIAABank Field).
Pendant sa construction, le match de 1994 fut joué au Ben Hill Grifin Stadium de Gainesville (Floride).
Dès la saison 1995, le match revient à Jacksonville dans le nouveau stade où il se déroule toujours actuellement. Il a depuis toujours eu lieu le 1er janvier.
Sa capacité actuelle est de maximum 79 867 places.

## Logos, Sponsors et Dénominations du Bowl
|  |  |  |  |  |  |  |  |

### Liste des sponsors successifs
- Mazda (1986–1991)
- Outback Steakhouse (1992–1994) - en 1994 la société obtient son propre bowl (l'Outback Bowl) à Tampa en Floride.
- Toyota (1995–2007)
- Konica Minolta (2008–2010)
- Progressive Insurance (2011)
- TaxSlayer.com (depuis 2012)

### Liste des dénominations successives
- Gator Bowl (1946–1985)
- Mazda Gator Bowl (1986–1991)
- Outback Gator Bowl (1992–1994)
- Toyota Gator Bowl (1995–2007)
- Konica Minolta Gator Bowl (2008–2010)[6].
- Progressive Gator Bowl (2011)[7]
- TaxSlayer.com Gator Bowl (2012–2013)
- TaxSlayer Gator Bowl (depuis la saison 2014)

## Palmarès
Les ranking (# x) proviennent de l'Associated Press Poll (AP Poll) et indiquent le classement de l'équipe avant que le bowl ait eu lieu.
BIAA signifie Border Intercollegiate Athletic Association
SWC = Abréviation de l’ancienne conférence dénommée Southwest Conference (jusque 1996). La Big 8 Conference et la Southwest Conference reforment en 1996 une nouvelle conférence, la Big 12 Conference
MVC = Abréviation de l’ancienne conférence dénommée Missouri Valley Conference (1907-1985)- Depuis 1985 les équipes de cette conférence jouent en FCS (Football Championship Subdivision) soit en NCAA Div I-AA
SoCon = Abréviation de l’ancienne conférence dénommée Southern Conference (depuis 1982, les équipes de cette division ne jouent plus en FBS (Football Bowl Subdivision) mais en FCS (Football Championship Subdivision) soit en NCAA Div I-AA).
La Big 6 devient la Big 7 Conference en 1948 et perdure jusqu'en 1957 pour devenir ensuite la Big 8. Celle-ci perdure jusqu'en 1996 pour devenir la toujours actuelle Big 12.
La Big East Conference devient en 2014 l'American Athletic Conference (ou AAC ou The American) .
La Big Ten Conference existe depuis 1896 mais était connue auparavant sous les dénominations Western Conference ou Big 9 Conference.
(x-y) indique le nombre de victoires et le nombre de défaites sur l'entièreté de la saison (en ce compris le bowl joué).
| Date             | Vainqueur                                 | Score   | Perdant                                      | Assistance | Conférences     | Notes |
| ---------------- | ----------------------------------------- | ------- | -------------------------------------------- | ---------- | --------------- | ----- |
| 1er janvier 1946 | Wake Forest Demon Deacons(#19)            | 26-14   | South Carolina Gamecocks                     | 7 362      | SoCon - SoCon   |       |
| 1er janvier 1947 | Oklahoma Sooners (#14)                    | 34-13   | North Carolina State Wolfpack (#18)          | 10 134     | Big 6 - SoCon   |       |
| 1er janvier 1948 | Georgia Bulldogs                          | 20-20   | Maryland Terrapins                           | 16 666     | SEC - SoCon     |       |
| 1er janvier 1949 | Clemson Tigers(#11)                       | 24-23   | Missouri Tigers                              | 32 939     | SoCon - Big 7   |       |
| 2 janvier 1950   | Maryland Terrapins (#14)                  | 20-07   | Missouri Tigers (#20)                        | 18 409     | SoCon - Big 7   |       |
| 1er janvier 1951 | Wyoming Cowboys (#12)                     | 20-07   | Washington & Lee Generals (#18)              | 19 834     | Skyline - SoCon |       |
| 1er janvier 1952 | Miami Hurricanes                          | 14-0    | Clemson Tigers (#19)                         | 34 577     | Ind. - SoCon    |       |
| 1er janvier 1953 | Florida Gators (#15)                      | 14-13   | Tulsa Golden Hurricane (#12)                 | 28 340     | MVC - SEC       |       |
| 1er janvier 1954 | Texas Tech Red Raiders (#12)              | 35-13   | Auburn Tigers (#17)                          | 28 641     | BIAA - SEC      |       |
| 31 décembre 1954 | Auburn Tigers (#13)                       | 33-13   | Baylor Bears (#18)                           | 28 426     | SEC - SWC       |       |
| 31 décembre 1955 | Vanderbilt Commodores (#8)                | 25-13   | Auburn Tigers                                | 32 174     | SEC - SEC       |       |
| 29 décembre 1956 | Georgia Tech Yellow Jackets (#4)          | 21-14   | Pittsburgh Panthers (#13)                    | 32 256     | SEC - Ind.      |       |
| 28 décembre 1957 | Tennessee Volunteers (#13)                | 30-0    | Texas A&M (#9)                               | 41 160     | SEC - SWC       |       |
| 27 décembre 1958 | Mississippi Rebels (#11)                  | 70-03   | Florida Gators (#14)                         | 41 312     | SEC - SEC       |       |
| 2 janvier 1960   | Arkansas Razorbacks (#9)                  | 14-07   | Georgia Tech Yellow Jackets                  | 45 104     | SWC - SEC       |       |
| 31 décembre 1960 | Florida Gators (#18)                      | 13-12   | Baylor Bears (#12)                           | 50 112     | SEC - SWC       |       |
| 30 décembre 1961 | Penn State Nittany Lions (#17)            | 30-15   | Georgia Tech Yellow Jackets (#13)            | 50 202     | Ind. - SEC      |       |
| 29 décembre 1962 | Florida Gators                            | 17-07   | Penn State Nittany Lions (#9)                | 50 026     | SEC - Ind.      |       |
| 28 décembre 1963 | North Carolina Tar Heels                  | 35-0    | Air Force Falcons                            | 50 018     | ACC - Ind.      |       |
| 2 janvier 1965   | Florida State Seminoles                   | 36-19   | Oklahoma Sooners                             | 50 408     | Ind. - Big 8    |       |
| 31 décembre 1965 | Georgia Tech Yellow Jackets               | 31-21   | Texas Tech Red Raiders (#10)                 | 60 127     | Ind. - SWC      |       |
| 31 décembre 1966 | Tennessee Volunteers                      | 18-12   | Syracuse Orangemen                           | 60 312     | SEC - Ind.      |       |
| 30 décembre 1967 | Florida State Seminoles                   | 17-17   | Penn State Nittany Lions (#10)               | 68 019     | Ind. - Ind.     |       |
| 28 décembre 1968 | Missouri Tigers (#16)                     | 35-10   | Alabama Crimson Tide (#12)                   | 68 011     | Big 8 - SEC     |       |
| 27 décembre 1969 | Florida Gators (#15)                      | 14-13   | Tennessee Volunteers (#11)                   | 72 248     | SEC - SEC       |       |
| 2 janvier 1971   | Auburn Tigers (#10)                       | 35-28   | Mississippi Rebels                           | 71 136     | SEC - SEC       |       |
| 31 décembre 1971 | Georgia Bulldogs (#6)                     | 07-03   | North Carolina Tar Heels                     | 71 208     | SEC - ACC       |       |
| 30 décembre 1972 | Auburn Tigers (#6)                        | 24-03   | Colorado Buffaloes (#13)                     | 71 214     | SEC - Big 8     |       |
| 29 décembre 1973 | Texas Tech Red Raiders (#11)              | 28-19   | Tennessee Volunteers (#20)                   | 62 109     | SWC - SEC       |       |
| 30 décembre 1974 | Auburn Tigers (#6)                        | 27-03   | Texas Longhorns (#11)                        | 63 811     | SEC - SWC       |       |
| 29 décembre 1975 | Maryland Terrapins(#17)                   | 13-0    | Florida Gators (#13)                         | 64 012     | ACC - SEC       |       |
| 27 décembre 1976 | Notre Dame Fighting Irish (#15)           | 20-09   | Penn State Nittany Lions (#20)               | 67 837     | Ind. - Ind.     |       |
| 30 décembre 1977 | Pittsburgh Panthers (#10)                 | 34-03   | Clemson Tigers (#11)                         | 72 289     | Ind. - ACC      |       |
| 29 décembre 1978 | Clemson Tigers (#7)                       | 17-15   | Ohio State Buckeyes (20)                     | 72 011     | ACC - Big 10    |       |
| 28 décembre 1979 | North Carolina Tar Heels                  | 17-15   | Michigan Wolverines (#14)                    | 70 407     | ACC - Big 10    |       |
| 29 décembre 1980 | Pittsburgh Panthers (#3)                  | 37-09   | South Carolina Gamecocks (#18)               | 72 297     | Ind. - Ind.     |       |
| 28 décembre 1981 | North Carolina Tar Heels (#11)            | 31-27   | Arkansas Razorbacks                          | 71 009     | ACC - SWC       |       |
| 30 décembre 1982 | Florida State Seminoles                   | 31-12   | West Virginia Mountaineers (#10)             | 80 913     | Ind. - Ind.     |       |
| 30 décembre 1983 | Florida Gators (#11)                      | 14-06   | Iowa Hawkeyes (#10)                          | 81 293     | SEC - Big 10    |       |
| 28 décembre 1984 | Oklahoma State Cowboys (#9)               | 21-14   | South Carolina Gamecocks (#7)                | 82 138     | Big 8 - Ind.    |       |
| 30 décembre 1985 | Florida State Seminoles                   | 34-23   | Oklahoma Sooners (#19)                       | 79 417     | Ind. - Big 8    |       |
| 27 décembre 1986 | Clemson Tigers                            | 27-21   | (20) Stanford Cardinal (#20)                 | 80 104     | ACC - Pac-10    |       |
| 31 décembre 1987 | LSU Tigers (#7)                           | 30-13   | South Carolina Gamecocks (#9)                | 81 129     | SEC - Ind.      |       |
| 1er janvier 1989 | Georgia Bulldogs (#19)                    | 34-27   | Michigan State Spartans                      | 76 236     | SEC - Big 10    |       |
| 30 décembre 1989 | Clemson Tigers (#14)                      | 27-07   | (17) West Virginia Mountaineers (#17)        | 82 911     | ACC - Ind.      |       |
| 1er janvier 1991 | Michigan Wolverines (#12)                 | 35-03   | (15) Mississippi Rebels (#15)                | 68 297     | Big 10 - SEC    |       |
| 29 décembre 1991 | Oklahoma Sooners (#20)                    | 48-14   | Virginia Cavaliers (#19)                     | 62 003     | Big 8 - ACC     |       |
| 31 décembre 1992 | Florida Gators (#3)                       | 27-10   | North Carolina State Wolfpack (#12)          | 65 202     | SEC - ACC       |       |
| 31 décembre 1993 | Alabama Crimson Tide (#18)                | 24-10   | North Carolina Tar Heels (#12)               | 67 205     | SEC - ACC       |       |
| 30 décembre 1994 | Tennessee Volunteers                      | 45-23   | Virginia Tech Hokies (#17)                   | 62 100     | SEC - Big East  |       |
| 1er janvier 1996 | Syracuse Orangemen                        | 41-0    | (23) Clemson Tigers (#23)                    | 67 940     | Big East - ACC  |       |
| 1er janvier 1997 | North Carolina Tar Heels (#12)            | 20-13   | West Virginia Mountaineers (#25)             | 52 103     | ACC - Big East  |       |
| 1er janvier 1998 | North Carolina Tar Heels (#7)             | 42-03   | Virginia Tech                                | 54 116     | ACC - Big East  |       |
| 1er janvier 1999 | Georgia Tech Yellow Jackets (#12)         | 35-28   | Notre Dame Fighting Irish (#17)              | 70 791     | ACC - Ind.      |       |
| 1er janvier 2000 | Miami Hurricanes (#23)                    | 28-13   | Georgia Tech Yellow Jackets (#17)            | 43 416     | Big East - ACC  |       |
| 1er janvier 2001 | Virginia Tech Hokies (#6)                 | 41-20   | Clemson Tigers (#16)                         | 68 741     | Big East - ACC  |       |
| 1er janvier 2002 | Florida State Seminoles (#24)             | 30-17   | Virginia Tech Hokies (#15)                   | 72 202     | ACC - Big East  |       |
| 1er janvier 2003 | North Carolina State Wolfpack (#17)       | 28-06   | Notre Dame Fighting Irish (#11)              | 73 491     | ACC - Ind.      |       |
| 1er janvier 2004 | Maryland Terrapins (#23)                  | 41-07   | West Virginia Mountaineers (#20)             | 78 892     | ACC - Big East  |       |
| 1er janvier 2005 | Florida State Seminoles (#17)             | 30-18   | West Virginia Mountaineers                   | 70 112     | ACC - Big East  |       |
| 1er janvier 2006 | Virginia Tech Hokies (#12)                | 35-24   | Louisville Cardinals (#15)                   | 63 780     | ACC - Big East  |       |
| 1er janvier 2007 | West Virginia Mountaineers (#13)          | 38-35   | Georgia Tech Yellow Jackets                  | 67 714     | Big East - ACC  |       |
| 1er janvier 2008 | Texas Tech Red Raiders                    | 31-28   | Virginia Cavaliers (#21)                     | 60 243     | Big 12 - ACC    |       |
| 1er janvier 2009 | Nebraska Cornhuskers                      | 26-21   | Clemson Tigers                               | 67 232     | Big 12 - ACC    |       |
| 1er janvier 2010 | Florida State Seminoles                   | 33-21   | West Virginia Mountaineers (#18)             | 84 129     | ACC - Big East  |       |
| 1er janvier 2011 | Mississippi State Bulldogs (#21)          | 52-14   | Michigan Wolverines                          | 68 325     | SEC - Big Ten   |       |
| 2 janvier 2012   | Florida Gators                            | 24-17   | Ohio State Buckeyes                          | 61 312     | SEC - Big Ten   |       |
| 1er janvier 2013 | Northwestern Wildcats (#21)               | 34-20   | Mississippi State Bulldogs                   | 48 612     | Big Ten - SEC   |       |
| 1er janvier 2014 | Nebraska Cornhuskers                      | 24-19   | Georgia Bulldogs (#22)                       | 77 510     | Big Ten - SEC   |       |
| 2 janvier 2015   | Tennessee Volunteers (7-6)                | 45-28   | Iowa Hawkeyes (7-6)                          | 56 310     | SEC - Big Ten   | Note  |
| 2 janvier 2016   | Georgia Bulldogs (10-3)                   | 24-17   | Penn State Nittany Lions (7-6)               | 58 212     | SEC - Big Ten   | Note  |
| 31 décembre 2016 | Georgia Tech Yellow Jackets (8–4)         | 33-18   | Kentucky Wildcats (7–5)                      | 43 102     | ACC - SEC       | Note  |
| 30 décembre 2017 | Mississippi State Bulldogs (8–4)          | 31-27   | Louisville Cardinals (8–4)                   | 41 310     | SEC - ACC       | Note  |
| 31 décembre 2018 | #19 Texas A&M (8-4)                       | 52-13   | North Carolina State Wolfpack (9-3)          | 38 206     | SEC - ACC       | Note  |
| 2 janvier 2020   | Volunteers du Tennessee (7-5)             | 23-22   | Hoosiers de l'Indiana (8-4)                  | 61 789     | SEC - B10       | Note  |
| 2 janvier 2021   | Wildcats du Kentucky (4-6)                | 23-21   | Wolfpack de North Carolina State (8-3)       | 10 422     | SEC - ACC       | Note  |
| 31 décembre 2021 | #17 Demon Deacons de Wake Forest (10-3)   | 38 - 10 | Scarlet Knights de Rutgers (5-7)             | 28 508     | ACC - B10       | Note  |
| 30 décembre 2022 | #21CFP Fighting Irish de Notre Dame (8-4) | 45 - 38 | #19CFP Gamecocks de la Caroline du Sud (8-4) | 67 383     | Ind. - SEC      | Note  |

## Statistiques par Équipes
M.à.j. le 31 décembre 2022
| Rang | Équipes                       | Apparitions | G-(N)-P |
| ---- | ----------------------------- | ----------- | ------- |
| 1    | Florida Gators                | 9           | 7-2     |
| 2    | Clemson Tigers                | 9           | 4-5     |
| 3    | Georgia Tech Yellow Jackets   | 8           | 4-4     |
| 4    | Florida State Seminoles       | 7           | 6-(0)-1 |
| 5    | North Carolina Tar Heels      | 7           | 5-2     |
| 5    | Tennessee Volunteers          | 7           | 5-2     |
| 7    | West Virginia Mountaineers    | 7           | 1-6     |
| 8    | Auburn Tigers                 | 6           | 4-2     |
| 9    | North Carolina State Wolfpack | 6           | 1-5     |
| 10   | Georgia Bulldogs              | 5           | 3-(1)-1 |
| 11   | Virginia Tech Hokies          | 5           | 2-3     |
| 12   | Penn State Nittany Lions      | 5           | 1-2-2   |
| 13   | Maryland Terrapins            | 4           | 3-1     |
| 13   | Texas Tech Red Raiders        | 4           | 3-1     |
| 15   | Notre Dame Fighting Irish     | 4           | 2-2     |
| 16   | South Carolina Gamecoks       | 4           | 0-4     |
| 17   | Oklahoma Sooners              | 3           | 2-1     |
| 17   | Pittsburgh Panthers           | 3           | 2-1     |
| 17   | Mississippi State Bulldogs    | 3           | 2-1     |
| 20   | Michigan Wolverines           | 3           | 1-2     |
| 20   | Mississippi "Ole Miss" Rebels | 3           | 1-2     |
| 20   | Missouri Tigers               | 3           | 1-2     |
| 23   | Nebraska Cornhuskers          | 2           | 2-0     |
| 23   | Wake Forest Demon Deacons     | 2           | 2-0     |
| 25   | Kentucky Wildcats             | 2           | 1-1     |
| 26   | Louisville Cardinals          | 2           | 0-2     |
| 27   | Texas A&M                     | 1           | 1-0     |
| 27   | Indiana Hoosiers              | 1           | 1-0     |
| 29   | Iowa Hawkeyes                 | 1           | 0-1     |
| 29   | Rutgers Scarlet Knights       | 1           | 0-1     |

## Statistiques par conférences
M.à.j. le 31 décembre 2022
| Conférences                    | Participations | Gagnés | Nuls | Perdus | %    |
| ------------------------------ | -------------- | ------ | ---- | ------ | ---- |
| SEC                            | 44             | 28     | 1    | 15     | 63,6 |
| Indépendants                   | 24             | 10     | 2    | 12     | 41,7 |
| Big 6 + Big 7 + Big 8 + Big 12 | 11             | 6      | 0    | 5      | 54,5 |
| SWC                            | 8              | 2      | 0    | 6      | 25,0 |
| ACC                            | 32             | 18     | 0    | 14     | 56,2 |
| Big East                       | 12             | 4      | 0    | 8      | 33,3 |
| Big 10                         | 13             | 3      | 0    | 10     | 23,1 |
| SoCon                          | 8              | 3      | 1    | 4      | 43,8 |
| MVC                            | 1              | 1      | 0    | 0      | 100  |
| BIAA Conference                | 1              | 1      | 0    | 0      | 100  |
| Skyline Conference             | 1              | 1      | 0    | 0      | 100  |
| Pac-10                         | 1              | 0      | 0    | 1      | 0,0  |

## Meilleurs Joueurs (MVPs)
M.à.j. le 31 décembre 2022
| Dates            | Joueurs           | Équipes              | Postes | Joueurs            | Équipes              | Postes |
| ---------------- | ----------------- | -------------------- | ------ | ------------------ | -------------------- | ------ |
| 1er janvier 1946 | Nick Sacrinty     | Wake Forest          | QB     |                    |                      |        |
| 1er janvier 1947 | Joe Golding       | Oklahoma             | HB     |                    |                      |        |
| 1er janvier 1948 | Lu Gambino        | Maryland             | HB     |                    |                      |        |
| 1er janvier 1949 | Bobby Gage        | Clemson              | HB     |                    |                      |        |
| 2 janvier 1950   | Bob Ward          | Maryland             | G      |                    |                      |        |
| 1er janvier 1951 | Eddie Talboom     | Wyoming              | HB     |                    |                      |        |
| 1er janvier 1952 | Jim Dooley        | Miami (Fla.)         | HB     |                    |                      |        |
| 1er janvier 1953 | John Hall         | Florida              | RB     | Marv Matuszak      | Tulsa                | T      |
| 1er janvier 1954 | Bobby Cavazos     | Texas Tech           | RB     | Vince Dooley       | Auburn               | QB     |
| 31 décembre 1954 | Joe Childress     | Auburn               | FB     | Billy Hooper       | Baylor               | QB     |
| 31 décembre 1955 | Don Orr           | Vanderbilt           | QB     | Joe Childress      | Auburn               | FB     |
| 29 décembre 1956 | Wade Mitchell     | Georgia Tech         | QB     | Corny Salvaterra   | Pittsburgh           | QB     |
| 28 décembre 1957 | Bobby Gordon      | Tennessee            | TB     | John David Crow    | Texas A&M            | HB     |
| 27 décembre 1958 | Bobby Franklin    | Mississippi          | QB     | Dave Hudson        | Florida              | E      |
| 2 janvier 1960   | Jim Mooty         | Arkansas             | HB     | Maxie Baughan      | Georgia Tech         | LB     |
| 31 décembre 1960 | Larry Libertore   | Florida              | QB     | Bobby Ply          | Baylor               | QB     |
| 30 décembre 1961 | Galen Hall        | Penn State           | QB     | Joe Auer           | Georgia Tech         | HB     |
| 29 décembre 1962 | Tom Shannon       | Florida              | QB     | Dave Robinson      | Penn State           | E      |
| 28 décembre 1963 | Ken Willard       | North Carolina       | RB     | David Sicks        | Air Force            | C      |
| 2 janvier 1965   | Fred Biletnikoff  | Florida State        | SE     | Steve Tensi        | Florida State        | QB     |
| 2 janvier 1965   | Carl McAdams      | Oklahoma             | LB     |                    |                      |        |
| 31 décembre 1965 | Lenny Snow        | Georgia Tech         | TB     | Donny Anderson     | Texas Tech           | RB     |
| 31 décembre 1966 | Dewey Warren      | Tennessee            | QB     | Floyd Little       | Syracuse             | HB     |
| 30 décembre 1967 | Kim Hammond       | Florida State        | QB     | Tom Sherman        | Penn State           | QB     |
| 28 décembre 1968 | Terry McMillan    | Missouri             | QB     | Mike Hall          | Alabama              | LB     |
| 27 décembre 1969 | Mike Kelley       | Florida              | LB     | Curt Watson        | Tennessee            | FB     |
| 2 janvier 1971   | Pat Sullivan      | Auburn               | QB     | Archie Manning     | Ole' Miss            | QB     |
| 31 décembre 1971 | Jimmy Poulos      | Georgia              | TB     | James Webster      | North Carolina       | LB     |
| 30 décembre 1972 | Wade Whatley      | Auburn               | QB     | Mark Cooney        | Colorado             | LB     |
| 29 décembre 1973 | Joe Barnes        | Texas Tech           | QB     | Haskel Stanback    | Tennessee            | TB     |
| 30 décembre 1974 | Phil Gargis       | Auburn               | QB     | Earl Campbell      | Texas                | RB     |
| 29 décembre 1975 | Steve Atkins      | Maryland             | TB     | Sammy Green        | Florida              | LB     |
| 27 décembre 1976 | Al Hunter         | Notre Dame           | HB     | Jimmy Cefalo       | Penn State           | WR     |
| 30 décembre 1977 | Matt Cavanaugh    | Pittsburgh           | QB     | Jerry Butler       | Clemson              | SE     |
| 29 décembre 1978 | Steve Fuller      | Clemson              | QB     | Art Schlichter     | Ohio State           | QB     |
| 28 décembre 1979 | Matt Kupec        | North Carolina       | QB     | Amos Lawrence      | North Carolina       | RB     |
| 28 décembre 1979 | John Wangler      | Michigan             | QB     | Anthony Carter     | Michigan             | WR     |
| 29 décembre 1980 | Rick Trocano      | Pittsburgh           | QB 0   | George Rogers      | South Carolina       | RB     |
| 28 décembre 1981 | Kelvin Bryant     | North Carolina       | TB     | Ethan Horton       | North Carolina       | TB     |
| 28 décembre 1981 | Gary Anderson     | Arkansas             | RB     |                    |                      |        |
| 30 décembre 1982 | Greg Allen        | Florida State        | TB     | Paul Woodside      | West Virginia        | K      |
| 30 décembre 1983 | Tony Lilly        | Florida              | S      | Owen Gill          | Iowa                 | FB     |
| 28 décembre 1984 | Thurman Thomas    | Oklahoma State       | RB     | Mike Hold          | South Carolina       | QB     |
| 30 décembre 1985 | Chip Ferguson     | Florida State        | QB     | Thurman Thomas     | Oklahoma State       | RB     |
| 27 décembre 1986 | Rodney Williams   | Clemson              | QB     | Brad Muster        | Stanford             | RB     |
| 31 décembre 1987 | Wendell Davis     | LSU                  | SE     | Harold Green       | South Carolina       | RB     |
| 1er janvier 1989 | Wayne Johnson     | Georgia              | QB     | Andre Rison        | Michigan State       | WR     |
| 30 décembre 1989 | Levon Kirkland    | Clemson              | LB     | Mike Fox           | West Virginia        | DT     |
| 1er janvier 1991 | Offensive Line    | Michigan             | N/A    | Tyrone Ashley      | Mississippi          | DB     |
| 29 décembre 1991 | Cale Gundy        | Oklahoma             | QB     | Tyrone Davis       | Virginia             | DB     |
| 31 décembre 1992 | Errict Rhett      | Florida              | RB     | Reggie Lawrence    | North Carolina State | WR     |
| 31 décembre 1993 | Brian Burgdorf    | Alabama              | QB     | Corey Holliday     | North Carolina       | WR     |
| 30 décembre 1994 | James Stewart     | Tennessee            | TB     | Maurice DeShazo    | Virginia Tech        | QB     |
| 1er janvier 1996 | Donovan McNabb    | Syracuse             | QB     | Peter Ford         | Clemson              | CB     |
| 1er janvier 1997 | Oscar Davenport   | North Carolina       | QB     | David Saunders     | West Virginia        | WR     |
| 1er janvier 1998 | Chris Keldorf     | North Carolina       | QB     | Nick Sorensen      | Virginia Tech        | QB     |
| 1er janvier 1999 | Dez White         | Georgia Tech         | WR     | Joe Hamilton       | Georgia Tech         | QB     |
| 1er janvier 1999 | Autry Denson      | Notre Dame           | RB     |                    |                      |        |
| 1er janvier 2000 | Nate Webster      | Miami (Fla.)         | LB     | Joe Hamilton       | Georgia Tech         | QB     |
| 1er janvier 2001 | Michael Vick      | Virginia Tech        | QB     | Rod Gardner        | Clemson              | WR     |
| 1er janvier 2002 | Javon Walker      | Florida State        | WR     | Andre Davis        | Virginia Tech        | WR     |
| 1er janvier 2003 | Philip Rivers     | North Carolina State | QB     | Cedric Hillard     | Notre Dame           | NG     |
| 1er janvier 2004 | Scott McBrien     | Maryland             | QB     | Brian King         | West Virginia        | DB     |
| 1er janvier 2005 | Leon Washington   | Florida State        | RB     | Kay-Jay Harris     | West Virginia        | RB     |
| 1er janvier 2006 | Cedric Humes      | Virginia Tech        | RB     | Hunter Cantwell    | Louisville           | QB     |
| 1er janvier 2007 | Pat White         | West Virginia        | QB     | Calvin Johnson     | Georgia Tech         | WR     |
| 1er janvier 2008 | Graham Harrell    | Texas Tech           | QB     | Mikell Simpson     | Virginia             | RB     |
| 1er janvier 2009 | Joe Ganz          | Nebraska             | QB     | Cullen Harper      | Clemson              | QB     |
| 1er janvier 2010 | E.J. Manuel       | Florida State        | QB     | Noel Devine        | West Virginia        | HB     |
| 1er janvier 2011 | Chris Relf        | Mississippi State    | QB     |                    |                      |        |
| 2 janvier 2012   | Andre Debose      | Florida              | WR     |                    |                      |        |
| 1er janvier 2013 | Jared Carpenter   | Northwestern         | S      |                    |                      |        |
| 1er janvier 2014 | Quincy Enunwa     | Nebraska             | WR     |                    |                      |        |
| 2 janvier 2015   | Joshua Dobbs      | Tennessee            | QB     |                    |                      |        |
| 2 janvier 2016   | Terry Godwin      | Georgia              | WR     |                    |                      |        |
| 31 décembre 2016 | Dedrick Mills     | Georgia Tech         | RB     | Stephen Jhonson II | Kentucky             | QB     |
| 30 décembre 2017 | Mark McLaurin     | Mississippi State    | S      | Lamar Jackson      | Louisville           | QB     |
| 31 décembre 2018 | Trayveon Williams | Texas A&M            | RB     |                    |                      |        |
| 2 janvier 2020   | Eric Gray         | Tennessee            | RB     | Peyton Ramsey      | Indiana              | QB     |
| 31 décembre 2021 | Sam Hartman       | Wake Forest          | QB     | Johnny Langan      | Rutgers              | QB     |
| 30 décembre 2022 | Tyler Buchner     | Notre Dame           | QB     |                    |                      |        |